# Regina Feldmann
 Regina Feldmann (* 14. April 1953) ist eine deutsche Fachärztin für Allgemeinmedizin. Sie war von 2012 bis 2016 im Vorstand der Kassenärztlichen Bundesvereinigung (KBV).

## Leben
Nach dem Studium der Humanmedizin erhielt sie 1982 die Facharztanerkennung für Allgemeinmedizin. Anschließend war sie in einer Gemeinschaftspraxis der Poliklinik im südthüringischen Meiningen tätig. 1991 ließ sie sich als Hausärztin in einer eigenen Arztpraxis in Meiningen nieder. 2001 wurde sie in den Vorstand der Kassenärztlichen Vereinigung Thüringen gewählt, von 2005 bis 2012 war sie 1. Vorsitzende des Vorstandes. Ihr besonderes Augenmerk richtete sie auf die Gewinnung ärztlichen Nachwuchses auf dem Land. Am 21. Mai 2012 wurde Feldmann zum Vorstandsmitglied der Kassenärztlichen Bundesvereinigung (KBV) gewählt.
Feldmanns Arbeitsschwerpunkt in der KBV war der hausärztliche Versorgungsbereich. Dort verantwortete sie die Entwicklung eines neuen Modells zur Hausarzt-Honorierung (Reform des sogenannten Hausarzt-EBM). Außerdem war sie für die ärztliche Aus- und Weiterbildung zuständig. Hier setzt sich Feldmann für eine stärkere Verzahnung von Universität und ambulantem Bereich ein. Sie vertrat die These, dass Medizinstudenten schon an der Universität stärker mit der Arbeit von Hausärzten in Berührung kommen müssten, um ihnen die Entscheidung für eine Niederlassung zu erleichtern. Feldmann befürwortete die Einrichtung einer Stiftung, mit der die Facharztweiterbildung im hausärztlichen Bereich finanziell gefördert wird.
Das Ende ihrer Amtszeit war geprägt von Skandalen rund um die Gestaltung des Dienstvertrages des ehemaligen Vorstandsvorsitzenden Andreas Köhler sowie Immobiliengeschäfte. Die Auseinandersetzungen erreichten dabei auch das Bundesgesundheitsministerium.
Regina Feldmann ist verheiratet und hat eine Tochter, die ebenfalls als Allgemeinmedizinerin tätig ist.